# Krčmar
Krčmar es un pueblo ubicado en el municipio de Mionica, distrito de Kolubara, Serbia.

## Superficie
Cuenta con una superficie de 16,15 kilómetros cuadrados.

## Demografía
Hasta 2022 la población era de 233 habitantes, con una densidad de población de 14,42 habitantes por kilómetro cuadrado.
| 747                                                             | 807 | 829 | 716 | 645 | 545 | 485 | 331 | 233 |
| (Fuente: Population statistics of Eastern Europe & former USSR) |     |     |     |     |     |     |     |     |